# فيروزة (أنمي)
فيروزة مسلسل أنمي ياباني من إنتاج استديو سنرايز. تم عرض المسلسل لأول مره على تلفزيون فوجي في اليابان في 5 أبريل 1999 واستمر عرضه حتى 31 ديسمبر 1999، تم دبلجة المسلسل للعربية بواسطة مركز الزهرة وتم عرض المسلسل على قناة سبيس تون و بسمة للأطفال في 2014.

## الأصوات العربية

### نسخة مركز الزهرة
- فاطمة سعد
- آمنة عمر
- حنان شقير
- زياد الرفاعي
- محمد خير أبو حسون
- بثينة شيا
- عادل أبو حسون
- منصور السلطي
- هزار الحرك
- رغدة الخطيب

## روابط خارجية
- Aesop World at سنرايز
- فيروزة على موقع ANN anime (الإنجليزية)